# Марко Приморац
Марко Приморац (хорв. Marko Primorac; нар. 25 жовтня 1984, Загреб) — хорватський економіст, міністр фінансів у другому (з 2022 року) і третьому уряді Андрея Пленковича, віцепрем'єр у третьому уряді Андрея Пленковича (з 2024 року).

## Життєпис
У 2003 році закінчив гімназію, після чого навчався на економіста в Загребському університеті. 2008 року закінчив аспірантуру з менеджменту, а в 2013 році захистив докторську дисертацію. З 2007 року працював викладачем на економічному факультеті Загребського університету, 2016 року став доцентом, а у 2021 році здобув звання повного професора. Викладав також на юридичному факультеті Загребського університету.
У своїй науковій діяльності займався фіскальною політикою, державними фінансами та управлінням ризиками. Працював над дослідницькими проєктами та консультантом Світового банку. Був власником консалтингової фірми та обіймав посаду заступника голови наглядової ради Хорватського радіо і телебачення. Був також економічним радником президентки Колінди Грабар-Китарович (2018—2020)
У липні 2022 року Хорватська демократична співдружність висунула його кандидатуру на посаду міністра фінансів після відставки Здравка Марича. Того ж місяця він очолив міністерство, увійшовши до складу уряду Андрея Пленковича. Цю посаду він зберіг у створеному в травні 2024 року третьому уряді Пленковича, в якому також став віцепрем'єром.
Одружений з урядовицею Іскрою Приморац.